# Tapiwanashe Makarawu
Tapiwanashe Makarawu (14 agosto 2000) è un velocista zimbabwese.

## Palmarès
| Anno | Manifestazione      | Sede         | Evento      | Risultato | Prestazione | Note |
| ---- | ------------------- | ------------ | ----------- | --------- | ----------- | ---- |
| 2022 | Campionati africani | Saint-Pierre | 4x100 m     | Bronzo    | 39"81       |      |
| 2023 | Mondiali            | Budapest     | 200 m piani | Batteria  | 20"64       |      |
| 2024 | Campionati africani | Douala       | 100 m piani | 6º        | 10"25       |      |
| 2024 | Campionati africani | Douala       | 200 m piani | Argento   | 20"51       |      |
| 2024 | Campionati africani | Douala       | 4x100 m     | Batteria  | dnf         |      |
| 2024 | Giochi olimpici     | Parigi       | 200 m piani | 6º        | 20"10       |      |